# 郡戸荘
郡戸荘（ごうどのしょう）は、信濃国伊那郡（現在の長野県飯田市から高森町）にあった荘園。荘域は松川以北から境ノ沢川以南にかけての天竜川左岸段丘上に位置する。荘名は郡衙の所在地を郡処（ごうど）と呼称したことに由来する。

## 歴史
平安時代末期に藤原基通を領家とする寄進地系荘園として立荘され、『吾妻鏡』文治2年3月12日（1186年4月3日）条に後白河法皇から源頼朝に示された「関東御知行国々内乃具未済庄々注文」では摂関家が相伝する殿下渡領となっている。さらに同年6月9日条では法皇が頼朝に伊那春近領と当荘の年貢を早く進済すべきことを命じている。建長5年（1253年）の「近衛家所領目録」では高陽院領で、預所は藤原時基であった。
応永7年（1400年）の大塔合戦には荘内の国衆が守護小笠原氏の与党として参加している。至徳2年（1385年）足利義満は近衛基嗣による楞伽寺への当荘の寄進を安堵した。
荘内には市田郷、飯田郷、座光寺郷、飯沼郷、別府郷などの郷村が含まれ、市田郷の地頭は松岡氏、飯田郷の地頭は鎌倉時代から室町時代初期までが阿曽沼氏（『小山文書』）、中期以降は坂西氏であった。